# 정기창 (야구인)
정기창(鄭奇昌, 1970년 12월 21일 ~ )은 전 KBO 리그 한화 이글스의 외야수이다.

## 선수 시절

### 아마추어 시절
경북고등학교 야구부, 한양대학교 야구부에서 외야수로 활약했다.

### 쌍방울 레이더스시절
1993년 한국프로야구 신인 드래프트에서 2차 지명 5라운드 지명을 받아 입단했다. 1994년 시즌에 첫 참가했지만 팀은 시즌 최하위를 기록했다. 26경기에 등판해 9안타, 1홈런, 1도루를 기록했다.
1995년 시즌에 팀이 최하위를 기록했음에도 불구하고 84경기에 등판해 45안타, 8홈런, 8도루를 기록했다. 1996년 시즌은 동계 훈련 도중에 일어난 부상으로 인해 1군과 2군을 오갔고 이후 방출됐다.

### 한화 이글스시절
1997년에 입단하였다. 1998년 시즌을 끝으로 은퇴했다.

## 야구 선수 은퇴 후
2018년에 독립야구단 경기도리그 산하 독립 야구단인 의정부 신한대학교 피닉스의 감독을 역임했으며 2019년에는 KIA 타이거즈의 육성군 야구코치로 활동했다.

## 출신 학교
- 대구옥산초등학교
- 경상중학교
- 경북고등학교
- 한양대학교